# Krylovina lynnae
Krylovina lynnae is een tweekleppigensoort uit de familie van de Cuspidariidae. De wetenschappelijke naam van de soort is voor het eerst geldig gepubliceerd in 2012 door Valentich-Scott & Coan.